# Festival du cinéma grec 1986
Le Festival du cinéma grec de 1986 fut la 27e édition du Festival international du film de Thessalonique. Elle se tint du 29 septembre au 5 octobre 1986.

## Films sélectionnés
- La Photo
- Bon Retour au pays, camarades
- L'Arbre qu'on blessait

## Palmarès
- La Photo : meilleur scénario, meilleur film pour l'Union panhellénique des critiques de cinéma (PEKK)
- Bon Retour au pays, camarades (documentaire) : meilleur jeune réalisateur, meilleure musique